# Autostrada A35 (Italia)
L'autostrada A35, nota anche con la sigla BreBeMi dalle iniziali delle tre province interessate Brescia, Bergamo e Milano, collega le città di Brescia e Milano con un percorso posizionato più a sud rispetto al tracciato dell'autostrada A4. L'A35 è gestita dalla omonima società Brebemi.
La medesima società gestisce l’A35-Var (variante di Liscate) una strada extraurbana principale che collega l’A58 alle SP14.

## Storia

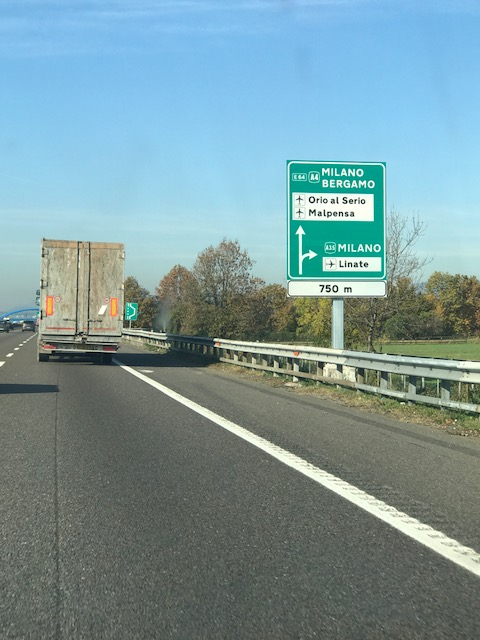
La segnaletica in A4 direzione Milano per la connessione con l'A35

Nonostante il collegamento tra il capoluogo lombardo e Brescia sia già assicurato dall'autostrada della Serenissima, la A4, la necessità di prendere in considerazione una soluzione alternativa si è mostrata di anno in anno più impellente. Questo perché il tratto in questione della suddetta autostrada presenta volumi di traffico particolarmente consistenti, essendo percorso mediamente da 100 000 veicoli al giorno, con punte di 140 000. Ad aggravare la situazione è il transito di molti mezzi pesanti (punte di 40 000 al giorno).
In considerazione di questi elementi si decise in primo luogo di portare le corsie del tratto dell'A4 Milano-Bergamo a 4 per senso di marcia più corsia di emergenza, ampliamento completato nel 2007. L'autostrada diretta avrebbe comunque consentito un risparmio in termini di chilometri percorsi, in virtù del tracciato che permettesse di evitare la deviazione verso nord per toccare Bergamo e la successiva discesa verso sud per Brescia o Milano.
Si è cominciato a parlare di un collegamento autostradale diretto tra le due città all'inizio degli anni novanta. Dal primo studio di prefattibilità (1996) si sono succeduti uno studio d'approfondimento, due studi di fattibilità (1999 e 2000) e infine un progetto preliminare, posto come base per la gara d'appalto. Dal 2001, anno di presentazione del progetto preliminare, al 2009, si è svolto l'iter autorizzativo. Dopo il parere positivo del CIPE e la conseguente delibera (2005), il progetto definitivo è stato approvato il 26 giugno 2009.
I lavori di costruzione sono iniziati il 22 luglio 2009 e sono terminati nella primavera del 2014. L'autostrada è stata inaugurata, contestualmente all'apertura del tratto ARCO TEEM della Tangenziale Est Esterna di Milano (A58), come da programma, il 23 luglio 2014, alla presenza del presidente del Consiglio dei Ministri Matteo Renzi, del ministro dei trasporti Maurizio Lupi e del presidente della Regione Lombardia, Roberto Maroni.
Da quando è stato aperto l'intero tratto della A58 (16 maggio 2015) la A35 ha avuto, nelle settimane immediatamente successive, un aumento del traffico di circa il 30%.
Il 13 novembre 2017 è stato attivato l'ultimo tassello mancante dell'intero sistema: il collegamento diretto con l'Autostrada A4 nelle immediate vicinanze della città di Brescia.

## I costi

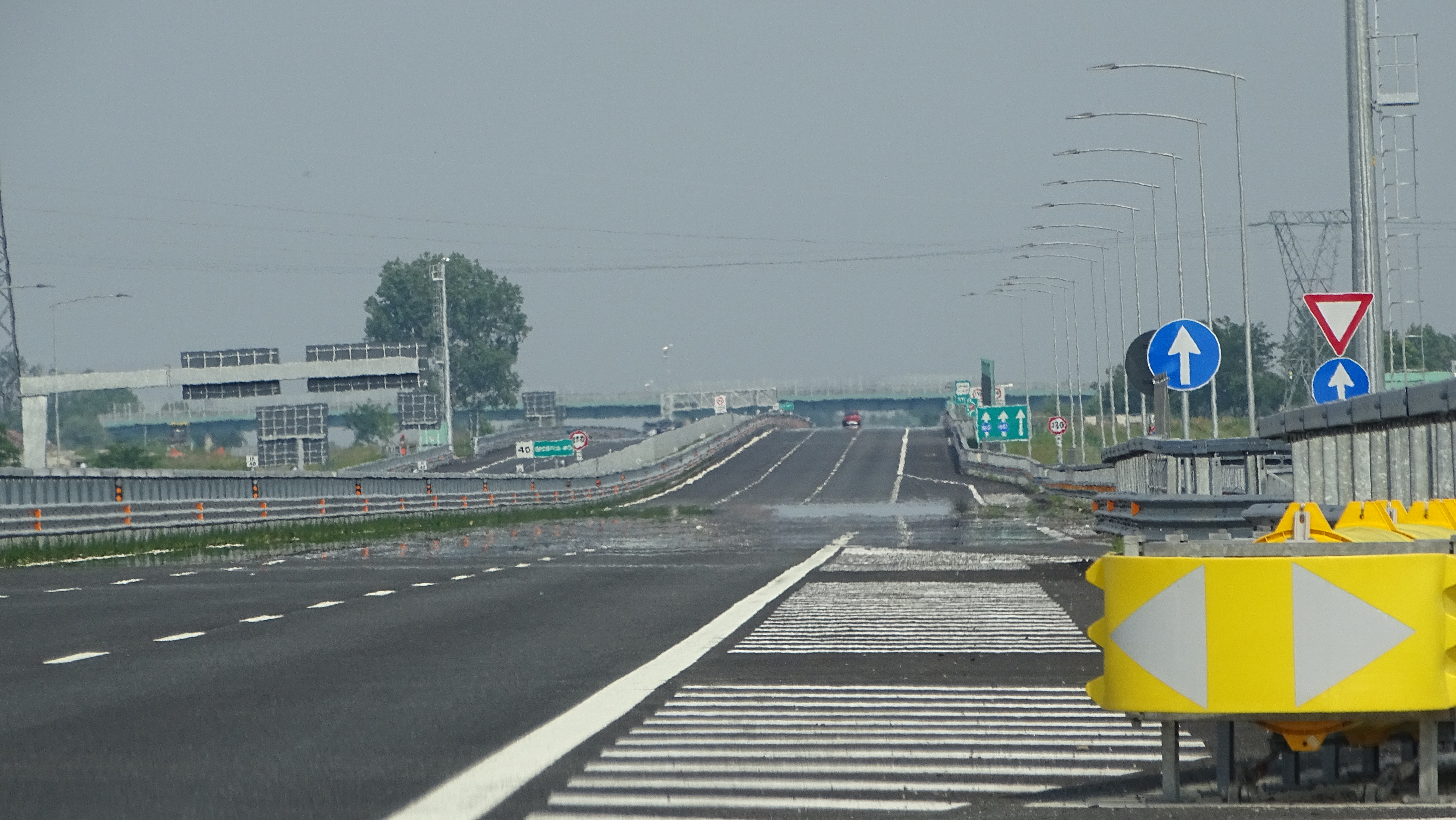
La A35 all'altezza dell'uscita di Treviglio

L'autostrada, che la società di gestione dichiara essere stata realizzata in finanza di progetto, aveva un costo preventivato di circa 800 milioni di euro, a carico dei privati che pianificavano il rientro della cifra investita tramite l'incasso dei pedaggi; al momento dell'inaugurazione, tuttavia, i costi erano lievitati fino a 2 439 milioni di euro, in gran parte coperti dalla Banca europea degli investimenti (prestito da 700 milioni) e dalla Cassa depositi e prestiti (820 milioni).
Inoltre l'elevato pedaggio (circa 15 eurocent/km contro i 7 dell'A4 che copre lo stesso percorso) e il fatto che l'autostrada sia sostanzialmente un doppione del preesistente tratto di A4 che collega Milano a Brescia hanno fatto sì che il traffico previsto di 60 000 veicoli al giorno, ritenuto necessario per rientrare dell'investimento in tempi ragionevoli, non sia mai stato raggiunto, attestandosi invece sulle 20 000 unità; il governo italiano, con la legge finanziaria del 27 dicembre 2014, e la Regione Lombardia hanno quindi stanziato complessivamente 360 milioni di euro di fondi pubblici; il primo, sotto la denominazione di Fondo interconnessione tratte autostradali, ha stanziato 300 milioni erogabili in quindici tranche annuali di 20 milioni dal 2017 al 2031, mentre la seconda ha stanziato 60 milioni; la manovra è stata ampiamente criticata da vari politici e da Legambiente, che hanno sottolineato sia l'inutilità dell'autostrada, incapace di finanziarsi con il proprio traffico, sia l'inopportunità di finanziare con denaro pubblico un'opera approvata sotto la condizione che dovesse essere interamente finanziata da privati; per quanto riguarda altresì i finanziamenti promessi dalla Regione Lombardia, le polemiche hanno riguardato l'inopportunità di elargire 60 milioni di euro a una struttura in perdita invece di finanziare sanità e istruzione pubblica nella Regione.

## Le società coinvolte
La Società di Progetto Brebemi S.p.A. ha per oggetto la progettazione, costruzione e gestione dell'opera.
Essa è controllata da: 
- Autostrade Lombarde S.p.A. - 86,82% 
  - Autostrada Brescia-Verona-Vicenza-Padova,
  - Autostrade Centropadane,
  - Milano Serravalle-Milano Tangenziali,
  - associazioni industriali,
  - camere di commercio ed enti locali[14].

La società Concessioni Autostradali Lombarde S.p.A. (50% ANAS, 50% Infrastrutture Lombarde che è al 100% della regione Lombardia) ha per oggetto il "monitoraggio dell'iter approvativo della Convenzione Unica di Concessione, il monitoraggio delle attività di Brebemi preliminari all'elaborazione del progetto definitivo, attività tecniche connesse all'accordo di Programma promosso da Regione Lombardia, rilascio/diniego attestazioni di compatibilità tecnica di interventi urbanistici in fascia di salvaguardia".
Dal punto di vista esecutivo l'opera è stata realizzata dal consorzio emiliano BBM (costituito dalle imprese Pizzarotti, Consorzio Cooperative Costruzioni e Unieco) in qualità di contraente generale dell'appalto affidato dalla concessionaria Brebemi s.p.a. Il contratto è stato firmato nell'ottobre 2009.

## Descrizione del tracciato

Un’antica ipotesi per la BreBeMi (in rosa) con le altre anche ipotetiche autostrade Pedemontana e Raccordo Autostradale Ospitaletto-Montichiari

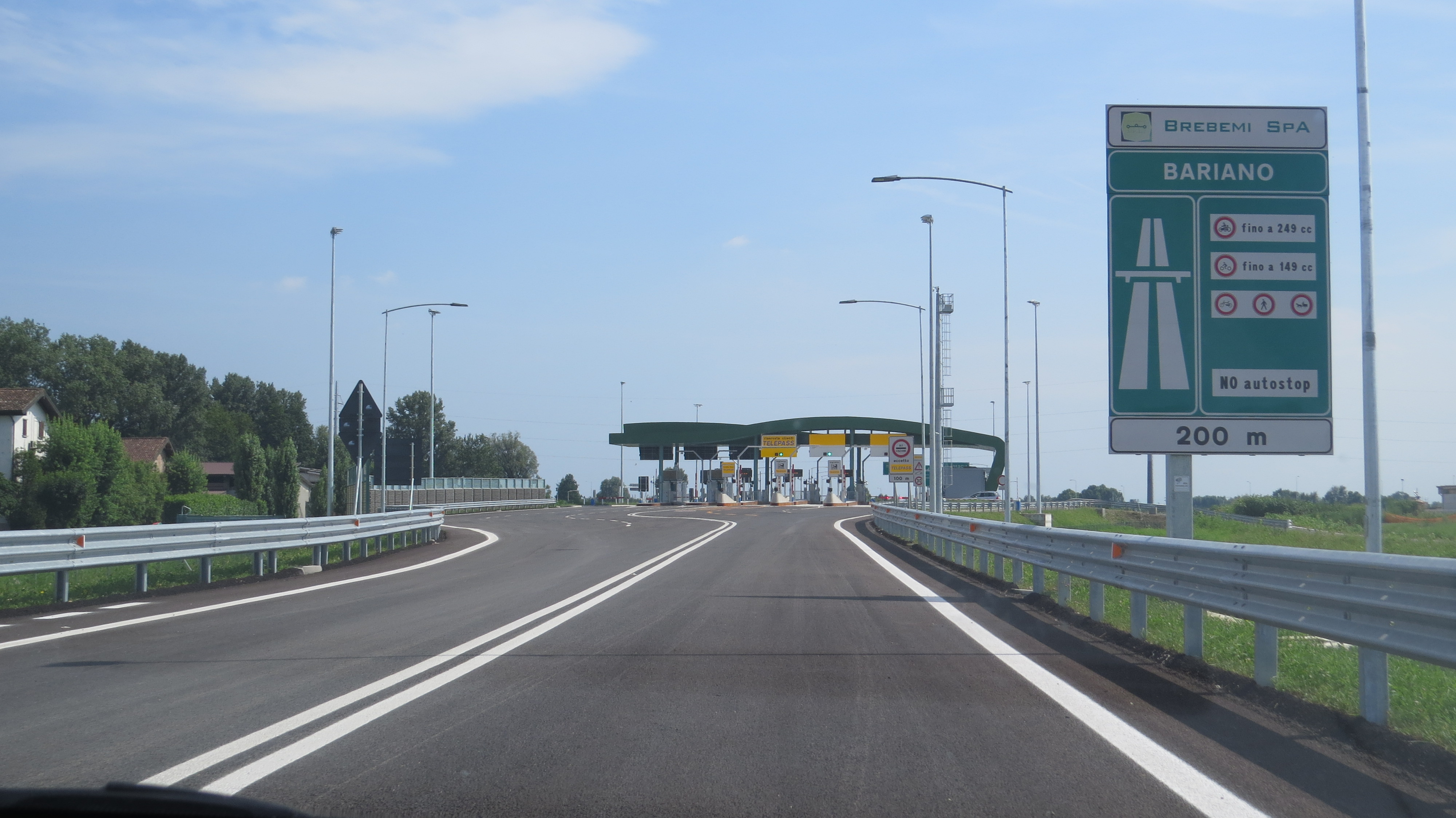
Casello di Bariano

La A35 costituisce una connessione diretta tra Brescia e Milano, rispetto all'A4, in quanto passando per la bassa bergamasca attraverso Treviglio, evita la deviazione verso nord della Serenissima per raggiungere Bergamo.
Considerando lo sviluppo dell'opera da est a ovest, l'inizio della BreBeMi si situa in collegamento diretto sull'autostrada A4, poco dopo il casello di Brescia Ovest (barriera di Castegnato). L'autostrada riceve anche il traffico proveniente dalla Tangenziale Sud di Brescia, la SP BS 11. Sino al 13 novembre 2017 l'inizio della A35 si trovava sulla SP 19 al confine tra la frazione Pedrocca di Cazzago San Martino e Travagliato, come proseguimento di un raccordo A35-Tangenziale Sud di Brescia. Inizialmente questo raccordo era classificato come strada extraurbana secondaria di 7,2 km, ma è stato riqualificato in un collegamento autostradale nel contesto dell'interconnessione con l'A4: in pratica il precedente raccordo è stato trasformato in proseguimento dell'autostrada A35 sino alla connessione con la A4, con l'aggiunta di nuove uscite e svincoli nonché la barriera in entrata dalla A4.
Dopo aver incontrato la barriera di esazione di Castegnato, inaugurata nel novembre 2017 con il resto dell'interconnessione A35-A4, l'autostrada incontra l'inizio della corda molle (A21 racc) ovvero il raccordo Ospitaletto (sulla A4) – Poncarale (sulla A21) – Montichiari Aeroporto, in parte già riqualificato ad autostrada.
L'A35 prosegue verso ovest attraverso 6 km di autostrada senza pedaggio fino al raggiungimento della barriera di esazione Chiari est. Prima della barriera vi sono i caselli liberi (ovvero senza stazione) di Travagliato est e Travagliato ovest (riqualificati in uscite autostradali grazie all'interconnessione con l'A4), di Rovato e successivamente di Castrezzato. In direzione Milano appena prima della barriera c'è pure l'uscita Chiari est.
La BreBeMi, nel suo tratto a pedaggio, ha sei svincoli di uscita, uno sviluppo di 42 km, tre viadotti (funzionali al guado dei fiumi Oglio, Serio e Adda) e una galleria (sottopassaggio della ex SS 11 e della linea ferroviaria AV/AC Milano-Brescia tra i caselli di Treviglio e Caravaggio). L'autostrada confluisce poi nella tangenziale Est Esterna di Milano (A58) nel territorio compreso tra Melzo e Pozzuolo Martesana. Per raggiungere Milano, dalla TEEM si può procedere lungo due strade provinciali esistenti riqualificate in superstrade: la strada provinciale SP 14 Rivoltana a sud (nel tratto Liscate-viale Forlanini) e la strada provinciale SP 103 Cassanese a nord (nel tratto Melzo-tangenziale Est A51, via Rombon). Il collegamento tra la A58 e il tratto riqualificato della SP 14 Rivoltana è assicurato dal tratto di strada extraurbana principale Variante di Liscate, che si sviluppa per 4 km dal comune di Comazzo e quello di Liscate, dove è situata la seconda barriera di pedaggio.

## L'autostrada oggi
A quasi 5 anni dall'apertura dell'autostrada è stata eseguita da Agici (febbraio 2019) una valutazione ACB (analisi costi benefici) i cui risultati sono parzialmente positivi. Questo è dovuto a un moderato aumento di transiti, alla decisione di alcune grandi aziende di aprire sedi lungo l'autostrada e alla riduzione di traffico nelle strade locali della zona.

### Tabella percorso
| BRESCIA - MILANO BreBeMi - Brescia Bergamo Milano | |       |       |
| Tipo                                              | Indicazione | Prov. |       |
|                                                   | Autostrada A4 (Verona-Vicenza-Padova-Venezia)                                                                          | BS    |       |
|                                                   | Barriera Castegnato | BS    |       |
|                                                   | Tangenziale Sud di Brescia Brescia Centro                                                                              | BS    |       |
|                                                   | Travagliato Est | BS    |       |
|                                                   | Travagliato Ovest | BS    |       |
|                                                   | Autostrada A21 racc Ospitaletto-Montichiari Venezia (casello di Ospitaletto) Cremona-Piacenza (casello di Brescia Sud) | BS    |       |
|                                                   | Rovato Sud | BS    |       |
|                                                   | Castrezzato | BS    |       |
|                                                   | Chiari Est | BS    |       |
|                                                   | Barriera Chiari Est | BS    |       |
|                                                   | Chiari Ovest | BS    |       |
|                                                   | Calcio | BG    |       |
|                                                   | Romano di Lombardia Strada statale 591 Cremasca (Bergamo-Crema-Codogno)                                                | BG    |       |
|                                                   | Bariano | BG    |       |
|                                                   | Caravaggio Santuario di Santa Maria del Fonte presso Caravaggio Area di Servizio "Adda Sud ed Adda Nord"               | BG    |       |
|                                                   | Treviglio Bergamina (Pandino, Lodi) Padana superiore (Cassano d'Adda)                                                  | BG    | km 46 |
|                                                   | Tangenziale Esterna di Milano A1 (Bologna) A4 (Torino)                                                                 | MI    | km 55 |

## Caratteristiche tecniche

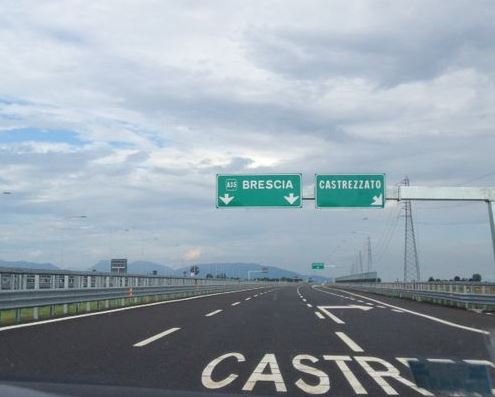
Uscita della A35 al casello di Castrezzato

Lo sviluppo complessivo della BreBeMi è di 62,1 km, così ripartiti:
- in rilevato: 37,9 km
- in trincea: 19,2 km
- in viadotto: 3,7 km
- in galleria: 1,3 km

Tra le dotazioni dell'autostrada, sono presenti caselli completamente automatizzati, un impianto di illuminazione (con sistemi avanzati di segnalazione nell'asfalto) lungo tutto il tracciato – ritenuto necessario per le frequenti nebbie che investono il territorio interessato –  quattro aree di servizio, due aree di sosta e parcheggio, nonché centri di manutenzione e un centro operativo della Brebemi SpA. L'intera autostrada è costituita da tre corsie per senso di marcia più corsia d'emergenza. Il tratto tra la TEEM e la SP 14 Rivoltana è invece costituito da due corsie per senso di marcia più corsia d'emergenza.